# Биченко Олексій Юрійович
Олексій Юрійович Биченко (івр. אולקסי ביצ'נקו, нар. 5 лютого 1988, Київ, Україна) — український та ізраїльський фігурист, учасник зимових Олімпійських ігор 2014 у Сочі. 
До 2010 року виступав за Україну, двічі (у 2007 та 2008 роках) ставав срібним призером Чемпіонату України, а у 2010 році — бронзовим.